# Lituaria hicksoni
Lituaria hicksoni är en korallart som beskrevs av Thomson och Simpson 1909. Lituaria hicksoni ingår i släktet Lituaria och familjen Veretillidae. Inga underarter finns listade i Catalogue of Life.